# Figulus aratus
Figulus aratus es una especie de coleóptero de la familia Lucanidae.

## Distribución geográfica
Habita en la India y Sri Lanka.